# Walthamstow Village
Walthamstow Village is een wijk in het Londense bestuurlijke gebied Waltham Forest, in de regio Groot-Londen.

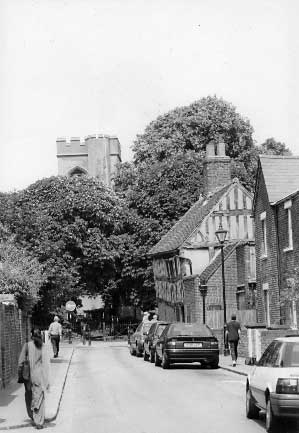
Walthamstow Village, 1998